# Kattehole, Hiriyur
Kattehole là một làng thuộc tehsil Hiriyur, huyện Chitradurga, bang Karnataka, Ấn Độ.